# Tigo Sports
Tigo Sports es una red de canales de televisión por suscripción operada por la empresa de telecomunicaciones Tigo, dedicada exclusivamente a la emisión de eventos deportivos. El canal comenzó emisiones el 1 de febrero de 2014 con la apertura de una señal deportiva en Paraguay, y luego se extendió a otros países de Latinoamérica.

## Historia

### Paraguay
Tigo Sports fue lanzado el 1 de febrero de 2014 con la emisión de los partidos de fútbol, básquetbol y rugby paraguayo, los cuales se emitían en exclusiva por Unicanal y por el canal de eventos de Tigo Star Paraguay. El canal es operado por Teledeportes.
El 30 de abril de 2015, Tigo Sports utilizó el lazo negro de luto, debido a la muerte del periodista deportivo Gustavo Köhn, quien falleció en el Camargo Cáncer Center de São Paulo, Brasil, a causa de un cáncer de colon que padecía en los últimos años.
En febrero de 2016, las señales de Tigo Sports comienzan a emitir toda su programación en relación de aspecto 16:9.
El 6 de junio de 2018, representantes de Tigo Star Paraguay anunciaron el lanzamiento de Tigo Sports +, una señal paralela de respaldo para el canal principal.
El 1 de febrero de 2019 se revela que Tigo Sports adquirió los derechos de la Copa Sudamericana 2019 .
El 14 de junio de 2020 se revela que adquirió los derechos de la Primera División de España para la temporada 2019/2020, hasta 5 partidos en exclusivas por la señal Tigo Sports y Tigo Sports +.
A mediados de 2022 se lanzó Tigo Sports 3.
Tigo Sports emite partidos del fútbol paraguayo los días sábados y lunes, fútbol de salón los días martes, vóley los días miércoles, básquet nacional los días jueves, y futsal los días viernes.

### Bolivia
Tigo Sports inició sus transmisiones el 27 de noviembre de 2014 con el clásico paceño que se jugó en el Estadio Hernando Siles, entre The Strongest y Bolívar, que fue el evento elegido para el lanzamiento del primer canal de Bolivia especializado en deportes. Minutos antes del inicio del encuentro, ejecutivos de la compañía anunciaron oficialmente el comienzo de la programación de Tigo Sports, canal que transmite su señal mediante el operador de cable Tigo Star, visibles en el número 800 del canal estándar, el 900 en HD y en el 8 en servicio satelital.
Más tarde se añaden otras señales por lo que ahora Bolivia tiene 3 canales Tigo Sports (canales 700, 717, 718 señales HD) que se transmite por televisión por suscripción exclusivos de la operadora Tigo Hogar. Transmite la Division Profesional de Fútbol, mediante la productora Producciones Digitales de Bolivia S.R.L., la cual produce programación para el canal.
Desde 2020 Tigo Sports transmite la Copa Sudamericana, la Recopa Sudamericana y la Bundesliga.
Para la temporada 2021 del torneo local, la empresa Sport TV Rights (productora y dueña de los derechos televisivos) para esta nueva licitación, decidió no continuar la relación de negocios con la FBF, a pesar de que se le debía la realización del campeonato Clausura 2020, el cual fue suspendido por los problemas ocasionados por la pandemia del virus COVID-19 y en vista de que su gerente vio un favorecimiento de derechos a la transnacional WarnerMedia International Argentina (Turner), que estaba interesada en los derechos de televisación. De esta forma (con un monto inferior al establecido por la FBF), otorgándose finalmente los derechos de la televisación de los Campeonatos de las divisiones Profesional y Aficionado a la empresa Telecel S.A., propietaria del canal Tigo Sports, por un periodo de cuatro años, con una propuesta que incluye la televisación de todos los encuentros del campeonato de Primera División con su nuevo formato de torneo anual único. Además se espera que dentro de la propuesta de televisación se incluya la instalación del sistema de videoarbitraje asistido (VAR), estimado a ponerse en práctica a finales de la temporada 2021.
En agosto de 2021, Sport TV Rights adquirió los derechos de la Libobasquet, y tras un acuerdo los partidos se transmiten por la señal de Tigo Sports.

### Guatemala
En abril de 2017, después del cierre del canal 33 de TigoStar Guatemala, Tigo Sports empieza sus emisiones en ese país con la compra de los derechos de transmisión de la Liga Nacional de Fútbol de Guatemala.
En enero de 2020 Tigo Sports adquirió los derechos de transmisión de los juegos del Club Comunicaciones, sin embargo los partidos continuaron en TV Abierta debido a que el equipo pertenece a la empresa Albavisión que transmite sus juegos en televisión abierta, convirtiendo al equipo crema en el primer equipo en ser transmitido tanto para televisión abierta como en televisión por cable.
En 2022, Tigo Sports comienza sus emisiones en señal 4k para la Copa Mundial de Catar.
En septiembre de 2022, Tigo confirma una alianza con Vix+, plataforma de TelevisaUnivision, para transmitir la liga española en Guatemala.
En julio de 2023, Tigo Sports obtiene los derechos de transmisión del Club Municipal, sin embargo la empresa Albavisión seguiría transmitiendo los partidos en señal abierta, dejando al Municipal como el segundo equipo en ser transmitido tanto por televisión abierta como por cable detrás del Club Comunicaciónes.
El 26 de agosto de 2024, en una conferencia de prensa, el grupo Albavisión y Tigo Sports confirmaron una alianza para transmitir varios eventos deportivos de la FIFA desde 2024 hasta la Copa Mundial de la FIFA 2026.

### Costa Rica
El 26 de agosto de 2018, Tigo Sports llega a Costa Rica como un canal exclusivo para los clientes de la cablera Tigo. Actualmente transmite partidos de primera división con los derechos de los equipos Sporting Football Club, Asociación Deportiva San Carlos, Santos de Guápiles y Puntarenas FC. También posee los derechos de transmisión de clubes de fútbol femenino costarricense como Sporting FC y Pococí.
Dentro de su programación tiene producciones nacionales como: Fútbol x Dentro, Tigo Sports RADIO, Tigo Sports Noticias, Fanatikos, Adrenalina, entre otros.
Parte de su staff son: Kristian Mora Blanco, José Alberto Montenegro, Tomás Fonseca, entre otros.
A partir de 2021, Tigo Sports Costa Rica dejó de ser exclusivo de Tigo, para entrar en otros cableoperadores, entre estos Telecable y Claro TV, siendo el primer país donde opera la marca Tigo que permite que Tigo Sports entre en otras cableras.

### Honduras
El 9 de enero de 2019 se anunció que Tigo Sports transmitiría, a partir del Torneo Clausura 2019, partidos oficiales de la Liga Nacional de Honduras, específicamente de los siguientes clubes: Juticalpa, Honduras Progreso, Platense, Lobos UPNFM, Motagua y Olimpia.
El 13 de enero de 2019 Tigo Sports Honduras inició sus operaciones con la transmisión del juego entre Juticalpa y Real España, correspondiente a la primera fecha del Torneo Clausura.
Los narradores y comentaristas de Tigo Sports Honduras son Yanuario Paz, Octavio Lemus, Mauricio Portillo, Fredy Nuila, Oscar Funes y Ricardo Torres.

### Colombia
Inicialmente fue un bloque de programación en donde se entrevistaba a deportistas en el canal TigoUne. En 2019, el canal cerró sus transmisiones, provocando la desaparición de Tigo Sports Colombia. Tigo como marca patrocina en la actualidad a Junior, DIM, Atlético Nacional y América de Cali.

### Panamá
El 12 de julio de 2022 se anunció que Tigo Sports transmitiría, a partir del Torneo Clausura 2022, partidos oficiales de la Liga Panameña de Fútbol. El 15 de julio de 2022; estaba previsto el inicio de transmisiones y que se pospuso por las protestas sociales hasta el 22 de julio de 2022 cuando inició sus emisiones con la transmisión del juego entre Sporting San Miguelito y Alianza FC, correspondiente a la primera fecha del Torneo Clausura.